# Ölpresse
Die Ölpresse ist eine Vorrichtung zum Auspressen von Öl aus Pflanzensamen oder Früchten und das zentrale Element einer Ölmühle. Sie kommt in zentralen wie auch in dezentralen Ölmühlen zum Einsatz. In ihr wird das Pressgut (Ölfrüchte und -saaten) zu Pflanzenöl und Presskuchen verarbeitet.

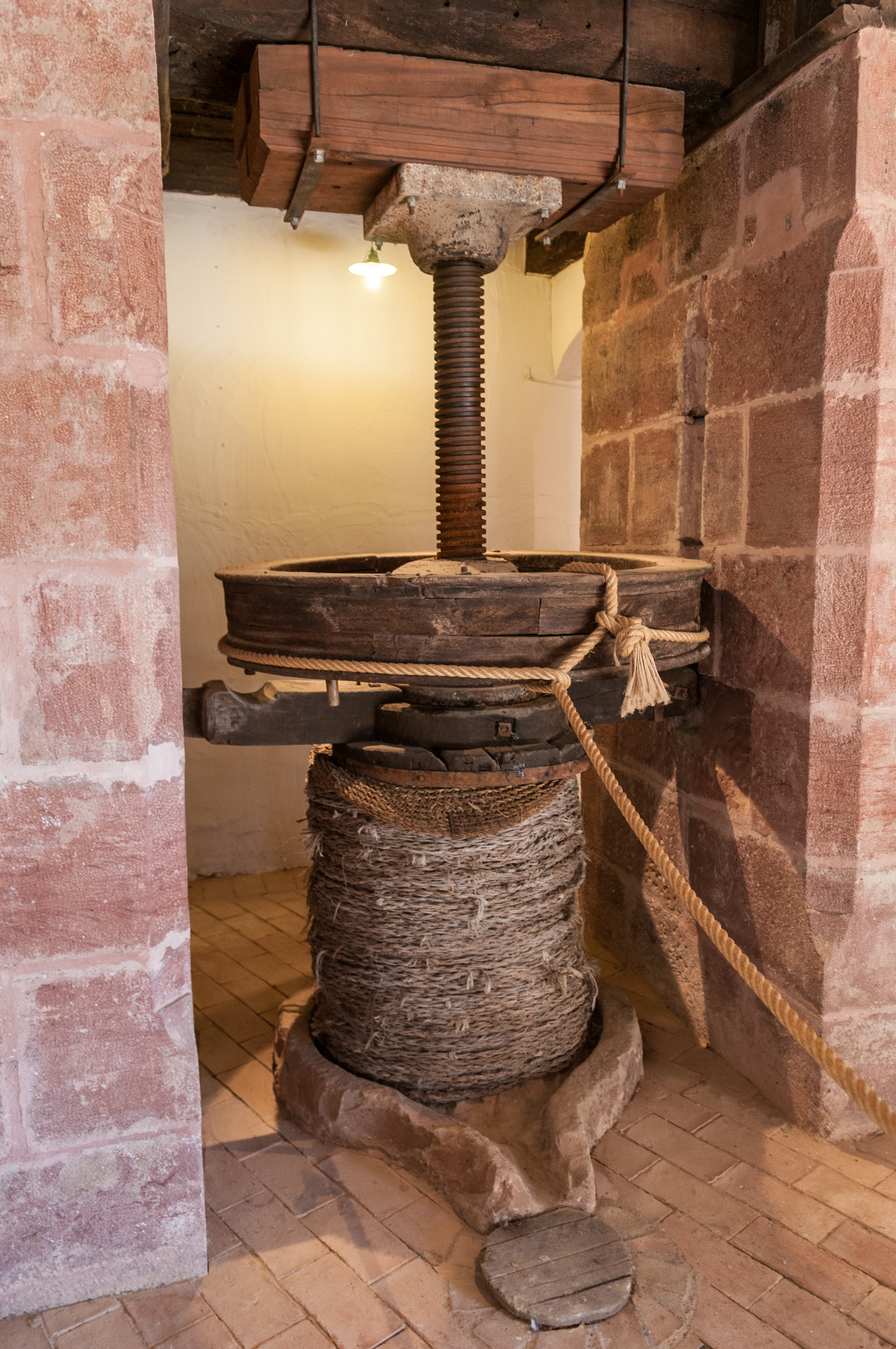
Spindelpresse mit scourtins

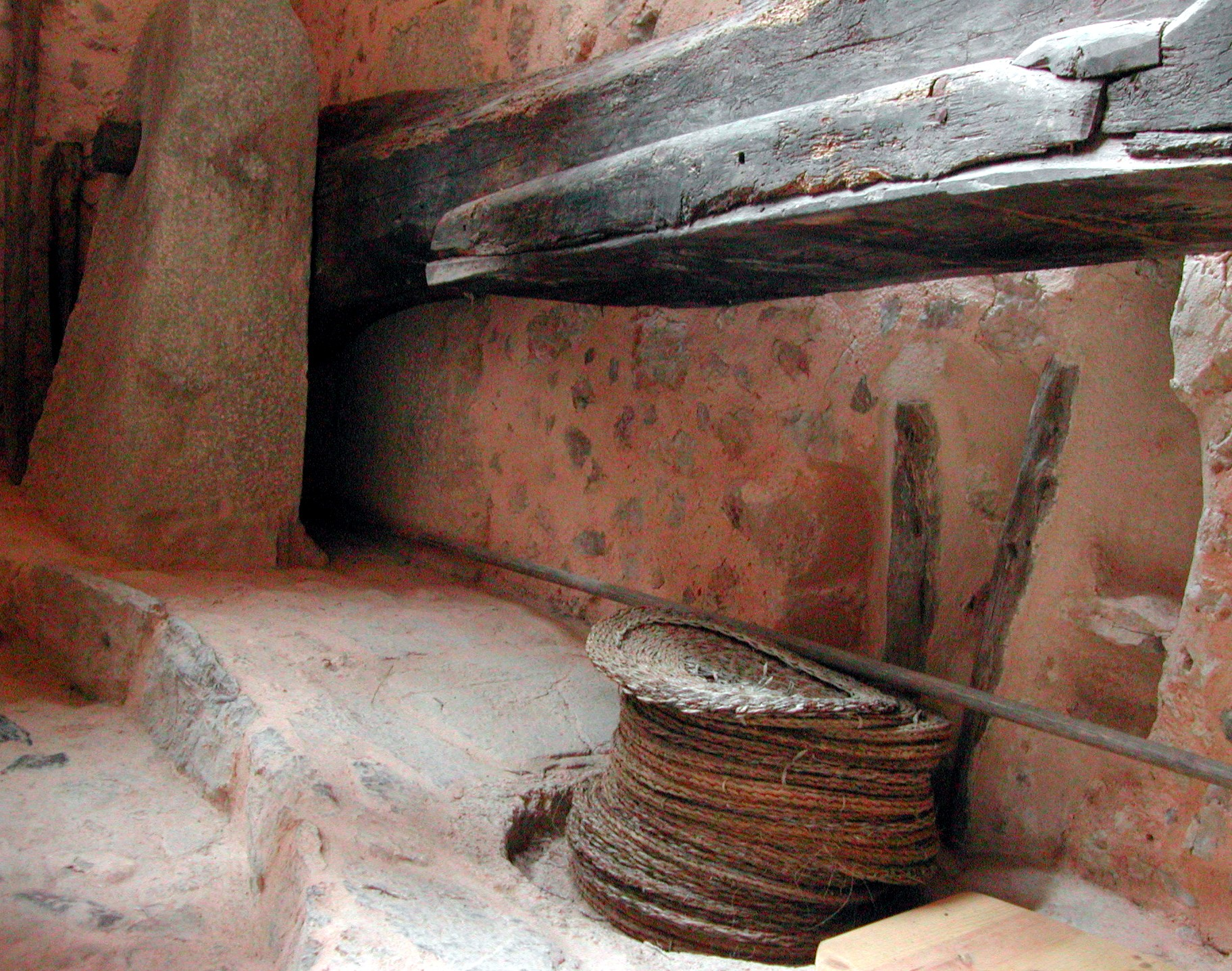
Hebelbaumpresse mit scourtins

## Verfahren
Während des bei steigender Verdichtung arbeitenden Pressvorgangs durchläuft das Pressgut verschiedene Phasen. Bei der Kompression ohne Flüssigkeitsabgabe werden zunächst die Pflanzenzellen aufgeschlossen und aus den Hohlräumen entweicht Luft. Die eigentliche Ölabscheidung erfolgt in der Phase der Kompression mit Flüssigkeitsabgabe, während der das Porenvolumen sich verringert und zugleich Öl abgegeben wird. Nach Beendigung der Ölabgabe folgt die Formgebung des Pressrückstands.

## Antike und Mittelalter
Zwischen antiken und mittelalterlichen Ölpressen gibt es keine wesentlichen Unterschiede – das von Ölmühlen zerkleinerte Pressgut wurde in aus Palmblättern, Hanf oder anderen Materialien gefertigte Korbtaschen (franz. scourtins) gefüllt; diese wurden in der Presse übereinander gestapelt und mittels eines Hebebaums, der durch Seilwinden etc. und Keilhölzer etc. immer weiter nach unten gedrückt wurde, ausgepresst; diese Methode erwies sich jedoch im Lauf der Zeit als zu ineffektiv und unpraktisch. Bei den später aufkommenden Spindelpressen mussten die Korbtaschen, die im 20. Jahrhundert auch aus Kokosfasern, geflochtenen Plastikschnüren oder Metalldrähten gefertigt wurden, in der Mitte ein etwa 15 cm großes Loch haben. Das herausfließende Öl wurde zunächst in einem runden Stein mit einseitigem Ausfluss aufgefangen und von dort in Behältnisse aus Holz (Bottiche), Keramik (Amphoren), Metall (Eimer) oder Glas (Flaschen) gefüllt.

## Neuzeit
Waren Spindelpressen bereits seit der Antike bekannt, kommen heute hauptsächlich so genannte Schneckenpressen zum Einsatz. Generell arbeiten diese nach dem gleichen Prinzip wie ein Fleischwolf. In einem Zylinder wird das Pressgut mittels Schnecke (Spindel) transportiert und dabei durch Ausquetschen in noch ungereinigtes Truböl und Presskuchen getrennt. Das Pressgut wird dem Zylinder durch einen Trichter zugeführt. Als Bauformen gibt es die Zylinderloch-Schneckenpresse und die Seiherstab-Schneckenpresse.
Schneckenpressen, denen eine Extraktion nachgeschaltet ist, reduzieren den Ölgehalt auf ca. 20 % und werden als Vorpressen bezeichnet. In Ölmühlen ohne Extraktion dagegen wird angestrebt, den Restölgehalt im Presskuchen möglichst niedrig zu halten (ab ca. 10 % Restölgehalt).

### Zylinderloch-Schneckenpresse

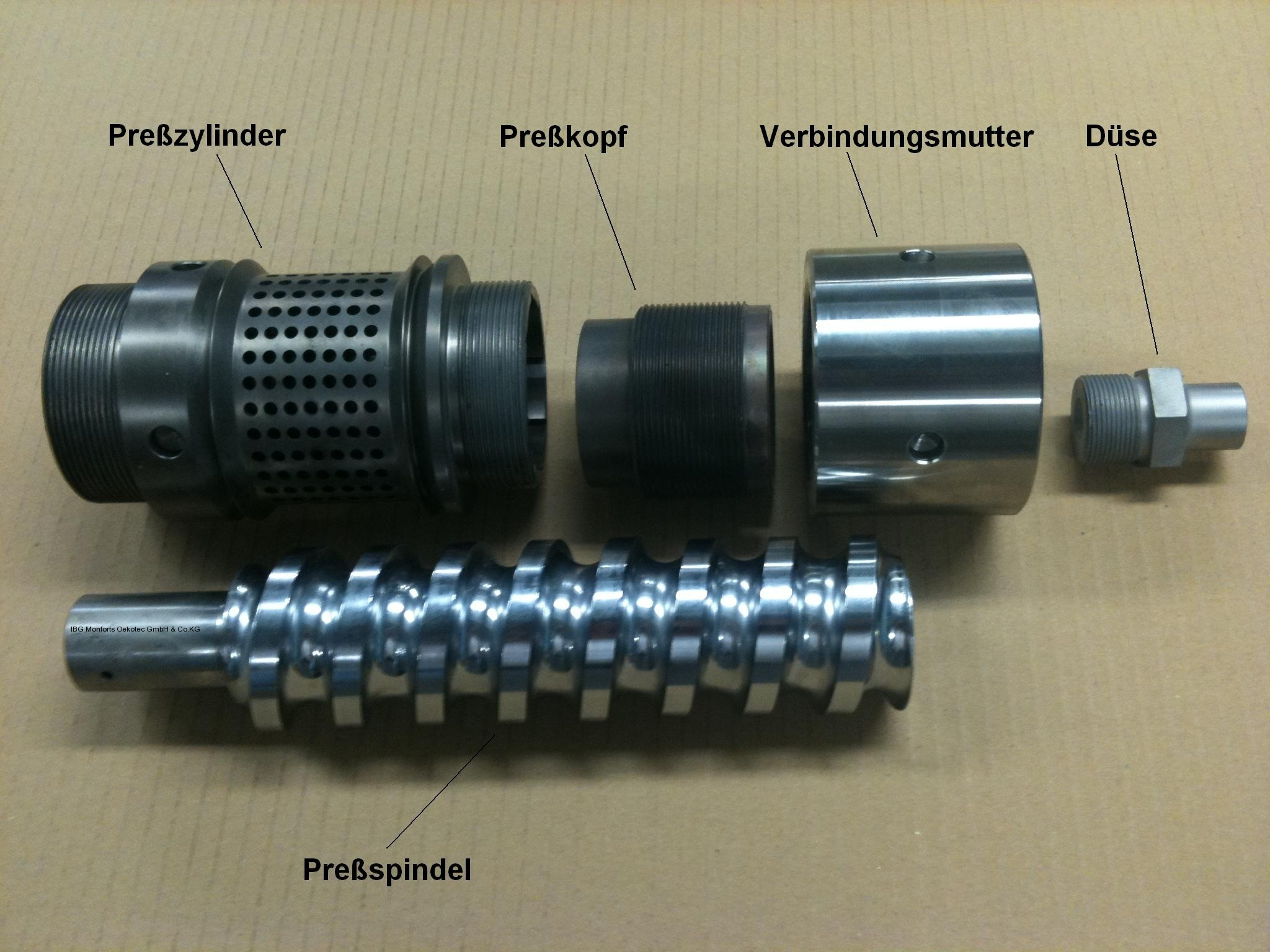
Einzelteile einer IBG-Monforts-Oekotec-Zylinderloch-Schneckenpresse

In der Zylinderloch-Schneckenpresse befinden sich am hinteren Ende des Zylinders kleine Bohrungen, über die das ausgepresste Öl austritt. Dadurch wird das zu pressende Produkt durch die Schnecke gegen eine Mündung gepresst, die am Ende des Zylinders angebracht ist. Durch die Mündungsöffnung (Pressdüse) werden die festen Bestandteile des Pressgutes (Presskuchen) in Form von Pellets herausgedrückt.

### Seiherstab-Schneckenpresse

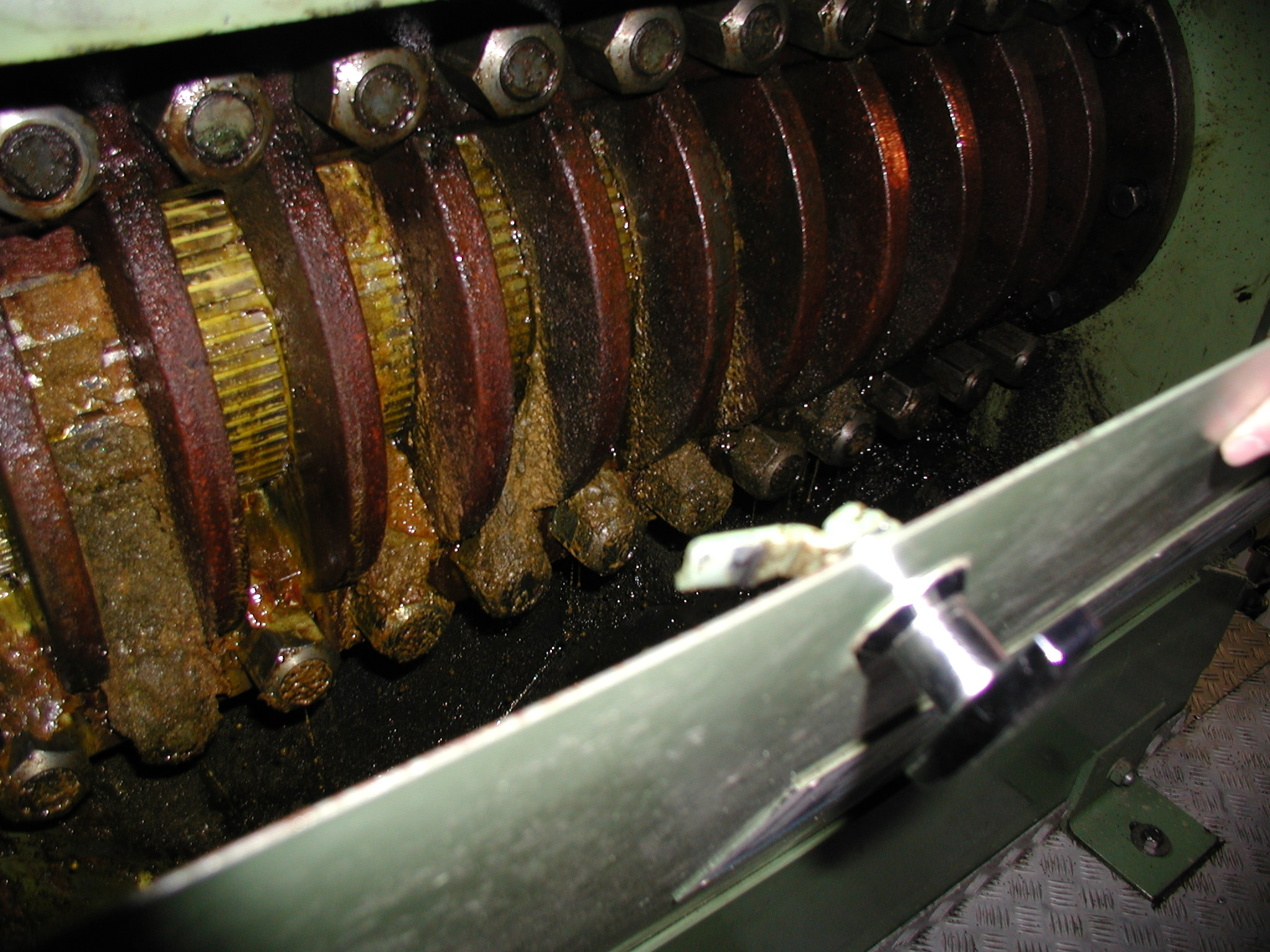
Blick in eine geöffnete Seiherstab-Schneckenpresse. Das gepresste Öl tritt zwischen den Seiherstäben aus.

In der Seiherstab-Schneckenpresse wird der Zylinder durch parallel angeordnete Stäbe gebildet, die, mit kleinen Spalten versehen, rund um die Schnecke angeordnet sind. Diese werden Seiherstäbe genannt. Bei der Verarbeitung des Pressguts wird dieses durch die Schnecke transportiert und dabei tritt das Öl durch die Verquetschung zwischen den Stäben aus. Die Seiherstäbe werden durch Ringe in ihrer Position gehalten. Der Presskuchen wird am Ende der Schnecke in Form von kleinen Plättchen ausgeworfen.

## Produkte
In der Ölpresse werden Ölsaaten und -früchte zu Pflanzenöl oder Pflanzenfetten und dem Koppelprodukt Presskuchen, auch Ölschrote genannt, verarbeitet. Verwendet werden die Pflanzenöle als Lebens- und Futtermittel wie auch im technischen Bereich (Chemie, Biokraftstoffe). Beim Verpressen der Ölprodukte wird eine möglichst niedrige Temperatur angestrebt. Dadurch wird eine hohe Produktqualität gewährleistet.  In größeren Anlagen (zentrale Ölmühlen) wird die Pressung durch Extraktion mit Lösungsmitteln ergänzt, um die Ölausbeute aus dem Rohstoff zu erhöhen.